# Munwiller
Munwiller [munvilɛʁ] est une commune française située dans la circonscription administrative du Haut-Rhin et, depuis le 1er janvier 2021, dans le territoire de la Collectivité européenne d'Alsace, en région Grand Est.
Cette commune se trouve dans la région historique et culturelle d'Alsace.

## Géographie
| Rouffach    |           | Oberentzen |
| Gundolsheim | Munwiller |            |
|             | Meyenheim |            |

### Hydrographie

#### Réseau hydrographique
La commune est dans le bassin versant du Rhin au sein du bassin Rhin-Meuse. Elle est drainée par la Vieille Thur et le Wohlbach,,.
La Vieille Thur, d'une longueur de 26 km, prend sa source dans la commune de Pulversheim et se jette  dans la Lauch à Eguisheim, après avoir traversé 13 communes. 

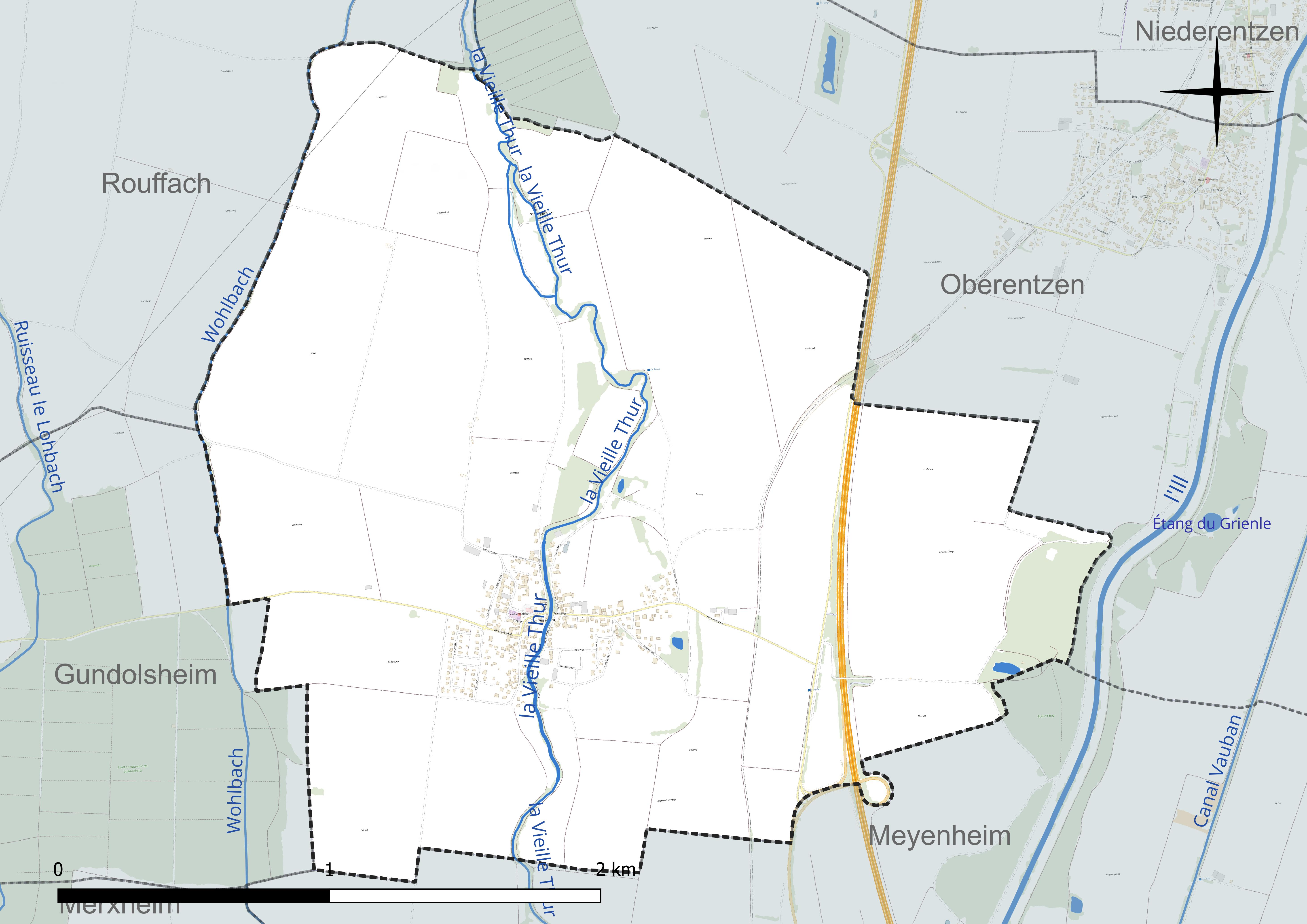
Réseau hydrographique de Munwiller.

#### Gestion et qualité des eaux
Le territoire communal est couvert par le schéma d'aménagement et de gestion des eaux (SAGE) « Ill Nappe Rhin ». Ce document de planification concerne la nappe phréatique rhénane, les cours d'eau de la plaine d'Alsace et du piémont oriental du Sundgau, les canaux situés entre l'Ill et le Rhin et les zones humides de la plaine d'Alsace. Le périmètre s’étend sur 3 596 km2. Il a été approuvé le 17 janvier 2005. La structure porteuse de l'élaboration et de la mise en œuvre est la région Grand Est. 
La qualité des cours d’eau peut être consultée sur un site dédié géré par les agences de l’eau et l’Agence française pour la biodiversité. 

### Climat
Pour des articles plus généraux, voir Climat du Grand Est et Climat du Haut-Rhin.
En 2010, le climat de la commune est de type climat océanique dégradé des plaines du Centre et du Nord, selon une étude du Centre national de la recherche scientifique s'appuyant sur une série de données couvrant la période 1971-2000. En 2020, Météo-France publie une typologie des climats de la France métropolitaine dans laquelle la commune est exposée à un climat semi-continental et est dans une zone de transition entre les régions climatiques « Vosges » et « Alsace ». 
Pour la période 1971-2000, la température annuelle moyenne est de 10,5 °C, avec une amplitude thermique annuelle de 17,8 °C. Le cumul annuel moyen de précipitations est de 620 mm, avec 8,2 jours de précipitations en janvier et 8,9 jours en juillet. Pour la période 1991-2020, la température moyenne annuelle observée sur la station météorologique de Météo-France la plus proche, « Colmar-Meyenheim », sur la commune de Meyenheim à 2 km à vol d'oiseau, est de 11,3 °C et le cumul annuel moyen de précipitations est de 595,0 mm. 
La température maximale relevée sur cette station est de 40,9 °C, atteinte le 13 août 2003 ; la température minimale est de −24,8 °C, atteinte le 27 février 1986,,. 
Les paramètres climatiques de la commune ont été estimés pour le milieu du siècle (2041-2070) selon différents scénarios d'émission de gaz à effet de serre à partir des nouvelles projections climatiques de référence DRIAS-2020. Ils sont consultables sur un site dédié publié par Météo-France en novembre 2022.

## Urbanisme

### Typologie
Au 1er janvier 2024, Munwiller est catégorisée bourg rural, selon la nouvelle grille communale de densité à sept niveaux définie par l'Insee en 2022.
Elle est située hors unité urbaine. Par ailleurs la commune fait partie de l'aire d'attraction de Colmar, dont elle est une commune de la couronne,. Cette aire, qui regroupe 95 communes, est catégorisée dans les aires de 50 000 à moins de 200 000 habitants,.

### Occupation des sols
L'occupation des sols de la commune, telle qu'elle ressort de la base de données européenne d’occupation biophysique des sols Corine Land Cover (CLC), est marquée par l'importance des territoires agricoles (93,2 % en 2018), une proportion sensiblement équivalente à celle de 1990 (93,9 %). La répartition détaillée en 2018 est la suivante : 
terres arables (89,4 %), zones urbanisées (4,9 %), zones agricoles hétérogènes (3,8 %), forêts (1,9 %). L'évolution de l’occupation des sols de la commune et de ses infrastructures peut être observée sur les différentes représentations cartographiques du territoire : la carte de Cassini (XVIIIe siècle), la carte d'état-major (1820-1866) et les cartes ou photos aériennes de l'IGN pour la période actuelle (1950 à aujourd'hui).

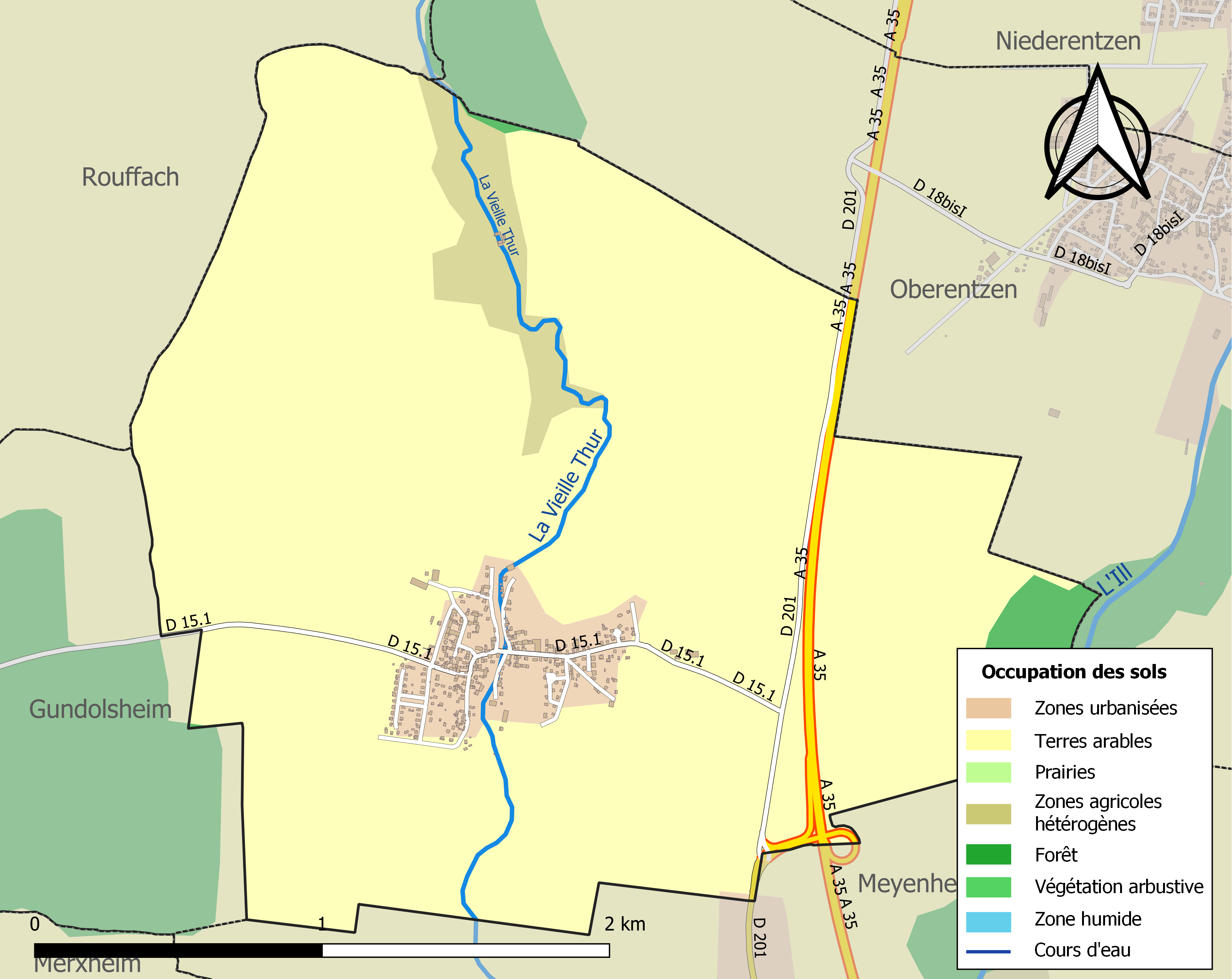
Carte des infrastructures et de l'occupation des sols de la commune en 2018 (CLC).

## Histoire
Cité pour la première fois au XIIIe siècle, Munwiller devait exister bien avant, étant donné qu'un sarcophage mérovingien y a été découvert. L'église Saint Arbogast, du nom du premier évêque franc de Strasbourg vers 550-575, est alors un centre important de pèlerinage jusqu'au XVIe siècle.
Le village est d'abord propriété des évêques de Strasbourg, puis des Habsbourg - de 1269 à 1648. En 1763, Munwiller devient propriété des Klinglin. À la fin du XVIIIe siècle, il est intégré au bailliage de Ollwiller. En 1819, on construit un bâtiment aux fonctions multiples - école, mairie, presbytère - au centre du village.
Installé le long de la Vieille Thur, Munwiller possédait deux moulins dont l'un est cité en 1384 - l'Ober et l'Untermühl. Construit ou reconstruit au XVIIe siècle, le second reste en activité jusqu'après 1918 où il est transformé en ferme. Les chevaliers teutoniques y possédaient déjà une propriété détruite pendant la guerre de Trente Ans.
Pendant l'occupation, le village sert de quartier pour les troupes allemandes. Durant la Première Guerre mondiale, le village accueille les habitants des villages voisins du site d'Hartmannswiller qui cherchent refuge pour échapper aux combats sévissant près de chez eux.

### Héraldique
| Blason de Munwiller | Les armes de Munwiller se blasonnent ainsi : « De gueules au griffon d'argent, lampassé, becqué, membré des deux pattes de devant et couronné d'or, au chef d'argent à la bande de sable pigeonnée de trois pièces. » |

## Politique et administration
| LISTE DES MAIRES SUCCESSIFS | LISTE DES MAIRES SUCCESSIFS | LISTE DES MAIRES SUCCESSIFS | LISTE DES MAIRES SUCCESSIFS |                                 | COMPOSITION DU CONSEIL MUNICIPAL |
| Identité                    | Etiquette                   | Début                       | Fin                         | Élections 2020                  |                                  |
| --------------------------- | --------------------------- | --------------------------- | --------------------------- | ------------------------------- | -------------------------------- |
| Arbogast Streicher          |                             | 1808                        |                             |                                 |                                  |
| Ignace Streicher            |                             | 1813                        | 1814                        | Léonard Reymann (maire)         |                                  |
| Arbogast Streicher          |                             | 1814                        | 1815                        | Denis Jean (1er adjoint)        |                                  |
| Georges Suffert             |                             | 1815                        | 1816                        | Patricia Ennesser (2e adjointe) |                                  |
| Arbogast Streicher          |                             | 1816                        |                             | Julie Ribstein (3e adjointe)    |                                  |
|                             |                             |                             |                             | Lucas Hassenforder              |                                  |
| Riber Marcel                |                             | 1971                        | 1977                        | Philippe Menaut                 |                                  |
| François Streicher          |                             | 1977                        | 1983                        | Karine Muller                   |                                  |
| François Streicher          |                             | 1983                        | 1989                        | Raphaël Munoz                   |                                  |
| Daniel Stirmann             |                             | 1989                        | 1995                        | Pierre Reymann                  |                                  |
| Daniel Stirmann             |                             | 1995                        | 2001                        | Christophe Stirmann             |                                  |
| Daniel Stirmann             | DVD                         | 2001                        | 2008                        | Philippe Studer                 |                                  |
| Daniel Stirmann             |                             | 2008                        | 2014                        |                                 |                                  |
| Patrice Werner              |                             | 2014                        | mai 2020                    |                                 |                                  |
| Léonard Reymann             |                             | mai 2020                    | En cours                    |                                 |                                  |

## Démographie
L'évolution du nombre d'habitants est connue à travers les recensements de la population effectués dans la commune depuis 1793. Pour les communes de moins de 10 000 habitants, une enquête de recensement portant sur toute la population est réalisée tous les cinq ans, les populations de référence des années intermédiaires étant quant à elles estimées par interpolation ou extrapolation. Pour la commune, le premier recensement exhaustif entrant dans le cadre du nouveau dispositif a été réalisé en 2005.

En 2022, la commune comptait 456 habitants, en évolution de −5,2 % par rapport à 2016 (Haut-Rhin : +0,66 %, France hors Mayotte : +2,11 %).
| 1793 | 1800 | 1806 | 1821 | 1831 | 1836 | 1841 | 1846 | 1851 |
| ---- | ---- | ---- | ---- | ---- | ---- | ---- | ---- | ---- |
| 306  | 301  | 315  | 340  | 336  | 373  | 346  | 384  | 394  |

| 1856 | 1861 | 1866 | 1871 | 1875 | 1880 | 1885 | 1890 | 1895 |
| ---- | ---- | ---- | ---- | ---- | ---- | ---- | ---- | ---- |
| 416  | 412  | 445  | 412  | 383  | 389  | 369  | 360  | 327  |

| 1900 | 1905 | 1910 | 1921 | 1926 | 1931 | 1936 | 1946 | 1954 |
| ---- | ---- | ---- | ---- | ---- | ---- | ---- | ---- | ---- |
| 317  | 308  | 334  | 285  | 291  | 295  | 257  | 250  | 237  |

| 1962 | 1968 | 1975 | 1982 | 1990 | 1999 | 2005 | 2006 | 2010 |
| ---- | ---- | ---- | ---- | ---- | ---- | ---- | ---- | ---- |
| 247  | 247  | 229  | 236  | 367  | 436  | 487  | 488  | 456  |

| 2015 | 2020 | 2022 | - | - | - | - | - | - |
| ---- | ---- | ---- | - | - | - | - | - | - |
| 485  | 459  | 456  | - | - | - | - | - | - |

## Lieux et monuments

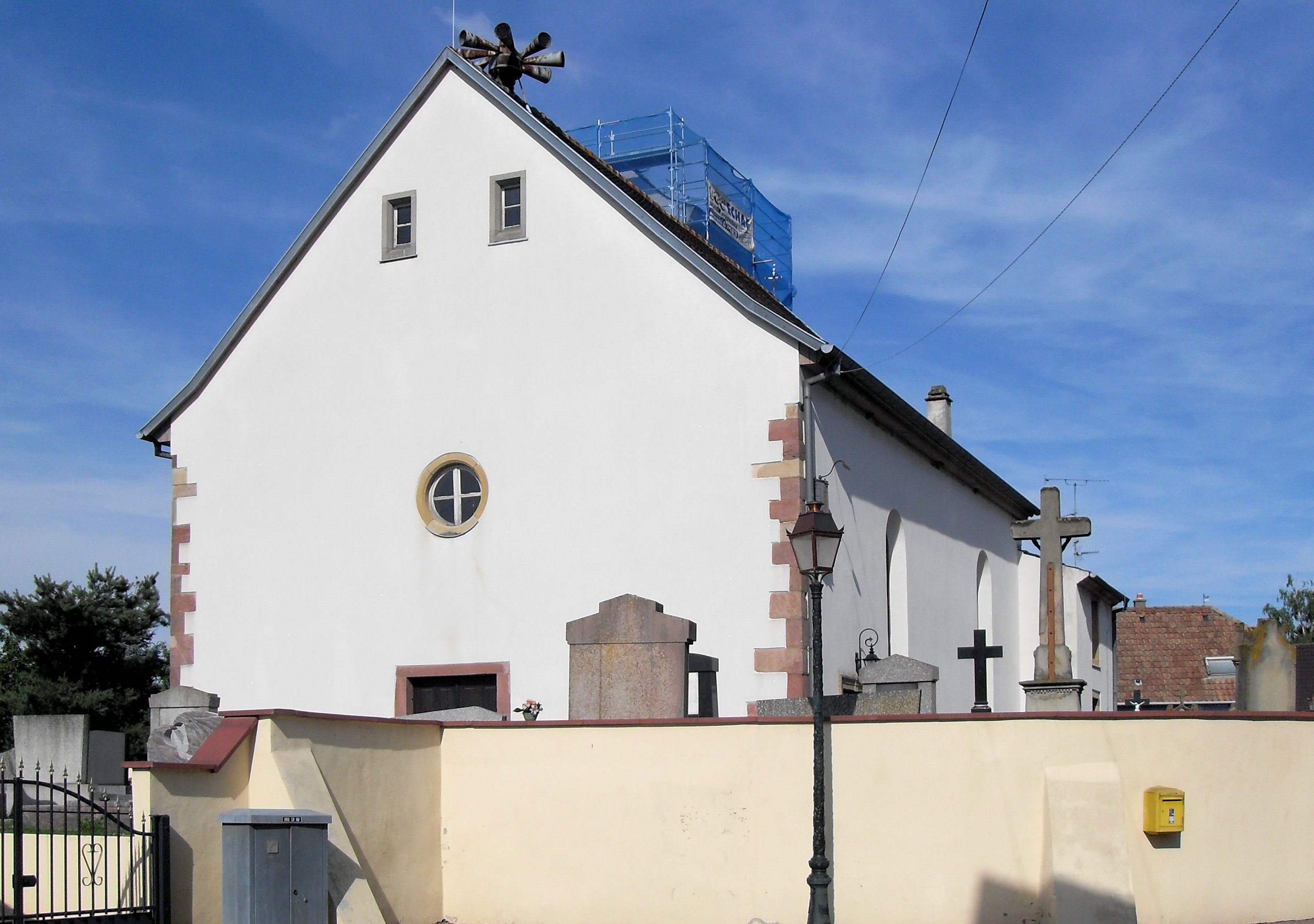
L'église Saint-Arbogast.
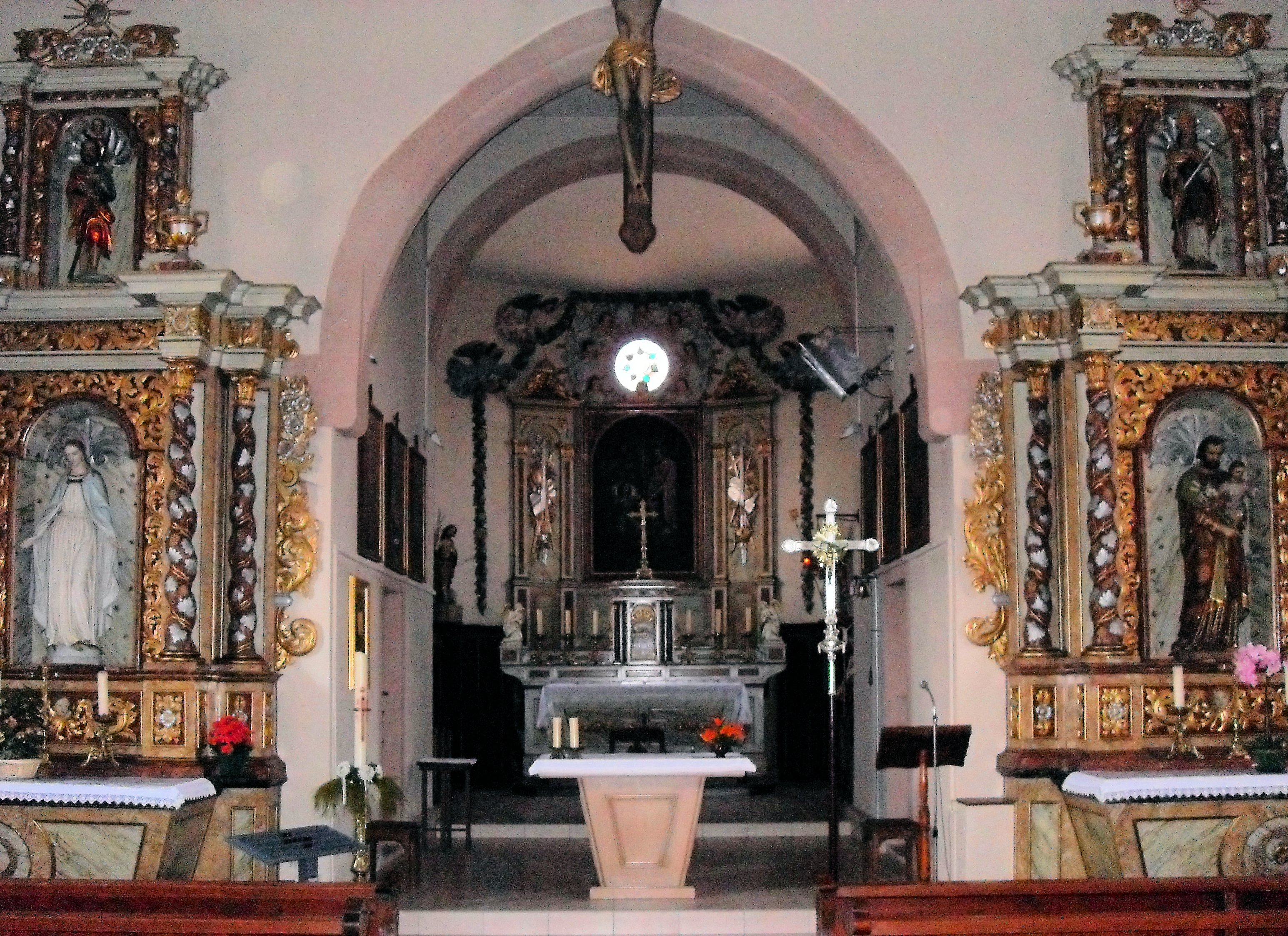
L'intérieur d'église.